# Kościół św. Urbana w Tworkowie
Kościół Świętego Urbana – zabytkowy kościół rzymskokatolicki znajdujący się w Tworkowie. Kościół należy do dekanatu tworkowskiego diecezji opolskiej. Kościół znajduje się ok. 2 km. od wsi, pod lasem, przy granicy polsko-czeskiej.
Kościół został wpisany do rejestru zabytków pod numerem 620/59 decyzją z dnia 13 listopada 1959, przepisany pod numer A/627/2020.

## Historia
Kościół powstały na miejscu wcześniejszych dwóch kolejnych świątyń. Pierwszy kościół był drewniany, wybudowany w 1303 roku. Dwa razy do roku sprawowane były w nim nabożeństwa: w czasie Wielkanocy lub Zielonych Świątek oraz w dniu wspomnienia św. Urbana.
W roku 1687 kościół był już w złym stanie technicznym. Wówczas ówczesny proboszcz Kulik nakazał wykonanie remontu świątyni. 
Obecny kościół wybudowany został w 1779 roku w stylu barokowym. W roku 1869 wykonano wieżyczkę. W roku 2007 poddany kompleksowym pracom remontowym.
W 1848 przy kościele grzebano protestantów i ofiary epidemii tyfusu.

## Architektura i wyposażenie
Jest to świątynia jednonawowa, murowana z cegły, otynkowana. Wieża o konstrukcji drewnianej. Nawa na rzucie kwadratu ze ściętymi ukośnie wschodnimi narożnikami, prezbiterium węższe, zamknięte trójbocznie. Od strony północnej dostawiona jest zakrystia, nad którą umieszczona jest loża kolatorska. Dach dwuspadowy, nad prezbiterium wielospadowy. 
Fasada symetryczna, 3-osiowa, zamknięta trójkątnym szczytem. Wieża wtopiona w bryłę budynku, jest zaznaczona w fasadzie ryzalitem. Elewacje boczne 3-osiowe z oknami w wąskich opaskach.
Nawa i prezbiterium nakryte stropami. W zachodniej części nawy znajduje się chór muzyczny wsparty na dwóch drewnianych słupach, które przedłużone stanowią część konstrukcji wieży.
We wnętrzu znajduje się ołtarz rokokowy z 1779 r. ze współczesnym obrazem przedstawiającym św. Urbana. Ambona z XVIII wieku połączona z emporą loży kolatorskiej.